# Cyclisme aux Jeux olympiques de 1896
Navigation
Paris 1900

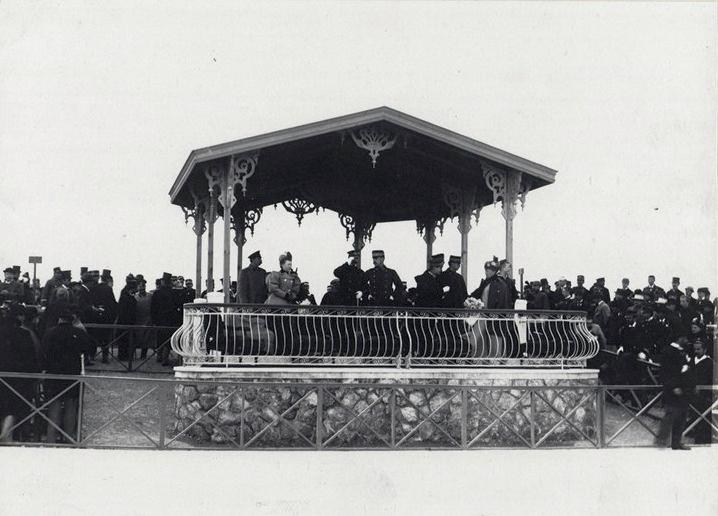
Loge officielle lors des courses cyclistes sur piste.

À l'occasion des Jeux olympiques d'été de 1896, six épreuves de cyclisme sont organisées au Vélodrome de Néon Phaléron (ou Vélodrome du Phalère) du 8 au 13 avril 1896. Dix-neuf cyclistes représentant cinq délégations participent à ces épreuves.
Admis dès novembre 1894 comme sport olympique, le cyclisme, désigné alors par le terme « vélocipédie », rassemble six épreuves dites de vitesse et de fond. L'une d'elles est disputée sur route les cinq autres l'étant sur un vélodrome construit pour l'occasion.
Organisées selon les règles de l'Association internationale de cyclisme, les épreuves sont encadrées par un sous-comité d'organisation dédié aux épreuves cyclistes. Celui-ci est composé de six membres : Nikolaos Vlangalis (président), K. Vellinis (secrétaire) et Spiridon Mauros, Nikolaos Kontogiannakhis, Mar.Filipp et A. Theofilas (membres).
Les courses sur piste voient la domination globale des cyclistes français Paul Masson et Léon Flameng qui remportent quatre des six épreuves. La délégation française remporte d'ailleurs le plus de récompenses juste devant le pays hôte qui s'est notamment illustré sur l'unique épreuve sur route gagnée par Aristídis Konstantinídis.

## Pays représentés
19 cyclistes de 5 nationalités différentes.
- Autriche (1)
- France (2)
- Grande-Bretagne (2)
- Allemagne (5)
- Grèce (9)
- États-Unis (?)

## Podiums

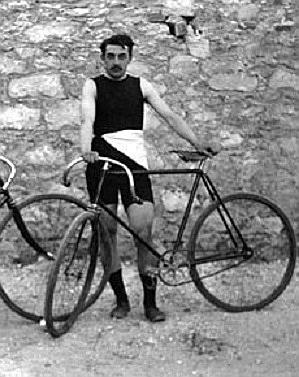
Le Français Paul Masson, vainqueur de trois médailles d'or.

Les médailles d'or, d'argent et de bronze ont été attribuées rétroactivement par le Comité international olympique. En 1896, seuls les deux premiers de chaque épreuve recevaient une récompense.
| Épreuves                                 | Or                                             | Argent                                       | Bronze                                 |
| ---------------------------------------- | ---------------------------------------------- | -------------------------------------------- | -------------------------------------- |
| Course en ligne résultats détaillés      | Aristídis Konstantinídis Grèce 3 h 22 min 31 s | August von Gödrich Allemagne 3 h 42 min 18 s | Edward Battell Grande-Bretagne inconnu |
| Vitesse individuelle résultats détaillés | Paul Masson France 4 min 58 s 2                | Stamátios Nikolópoulos Grèce 5 min 00 s 0    | Léon Flameng France inconnu            |
| Contre-la-montre résultats détaillés     | Paul Masson France 24 s                        | Stamátios Nikolópoulos Grèce 25 s 4          | Adolf Schmal Autriche 26 s             |
| 10 km résultats détaillés                | Paul Masson France 17 min 54 s 2               | Léon Flameng France 17 min 54 s              | Adolf Schmal Autriche inconnu          |
| 100 km résultats détaillés               | Léon Flameng France 3 h 08 min 19 s 2          | Yeóryios Koléttis Grèce à 11 tours           | non décernée                           |
| 12 heures résultats détaillés            | Adolf Schmal Autriche 314,997 km               | Frank Keeping Grande-Bretagne 314,664 km     | non décernée                           |

## Tableau des médailles

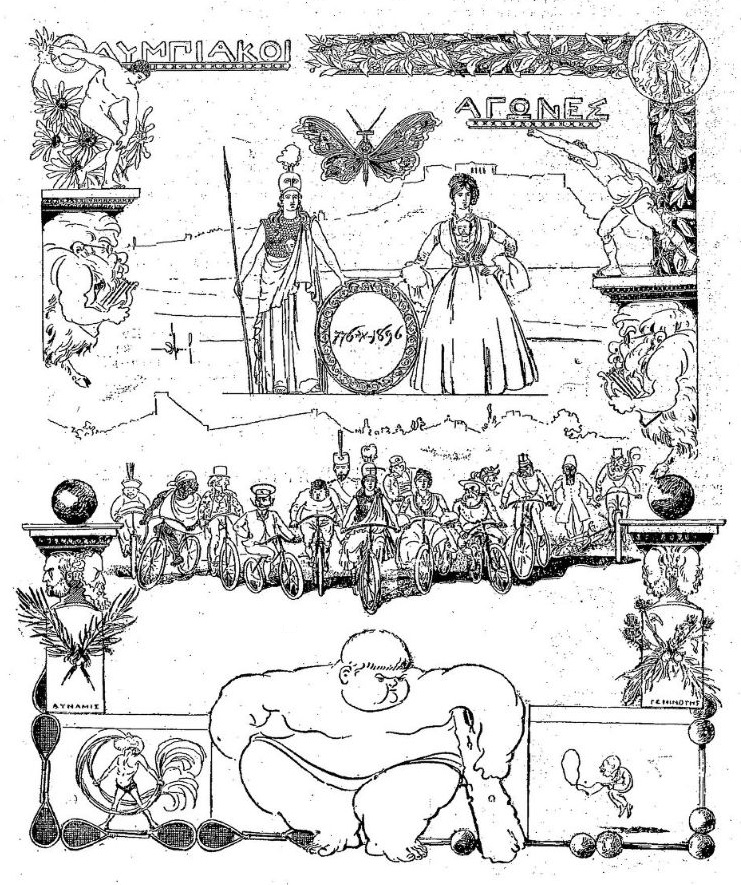
Gravure du journal grec 'l'Asty', pour les courses cyclistes.

- Pays organisateur (Grèce, Athènes)

| Rang  | Nation                    | Or | Argent | Bronze | Total |
| ----- | ------------------------- | -- | ------ | ------ | ----- |
| 1     | France                    | 4  | 1      | 1      | 6     |
| 2     | Grèce (pays organisateur) | 1  | 3      | 0      | 4     |
| 3     | Autriche                  | 1  | 0      | 2      | 3     |
| 4     | Grande-Bretagne           | 0  | 1      | 1      | 2     |
| 5     | Allemagne                 | 0  | 1      | 0      | 1     |
| Total | Total                     | 6  | 6      | 4      | 16    |

## Résultats détaillés

### Course en ligne

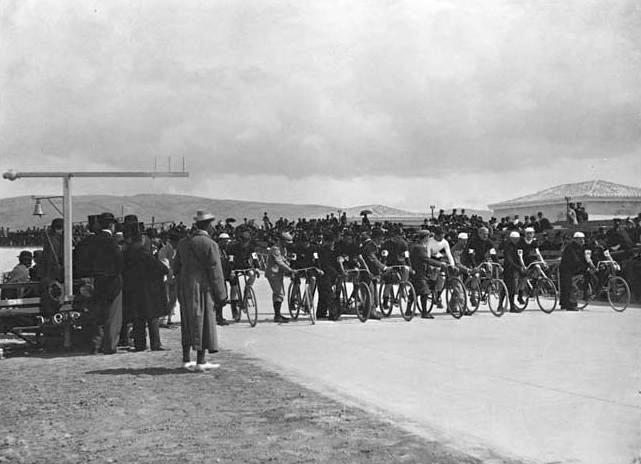
Départ de l'épreuve sur route.

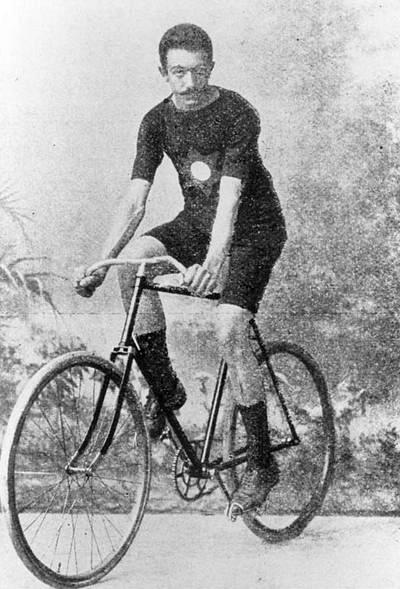
Le Grec Aristídis Konstantinídis vainqueur de l'épreuve de course en ligne

La seule épreuve sur route est organisée le 12 avril. Elle consiste en un aller-retour entre Athènes et Marathon. Sept cyclistes participent à la course : cinq locaux et deux étrangers, l'Allemand August von Gödrich et le Britannique Edward Battell.
Le Grec Aristídis Konstantinídis occupe la première place jusqu'à l'arrivée à Marathon. Le Britannique Battell le dépasse quand la bicyclette du Grec se casse lors du chemin retour. Ce dernier parvient à repartir avec une nouvelle machine. Les deux cyclistes chutent avant l'arrivée finale, Battell plus sévèrement ce qui permet à Konstantinídis de gagner la course et à l'Allemand August von Gödrich de terminer deuxième.
| Rang | Cycliste                  | Pays            | Temps           |
| ---- | ------------------------- | --------------- | --------------- |
| 1    | Aristídis Konstantinídis  | Grèce           | 3 h 22 min 31 s |
| 2    | August von Gödrich        | Allemagne       | 3 h 42 min 18 s |
| 3    | Edward Battell            | Grande-Bretagne | Inconnu         |
| 4-7  | Georgios Aspiotis         | Grèce           | Inconnu         |
| 4-7  | Miltiades Iatrou          | Grèce           | Inconnu         |
| 4-7  | Konstantinos Konstantinou | Grèce           | Inconnu         |
| 4-7  | Georgios Paraskevopoulos  | Grèce           | Inconnu         |

### Vitesse individuelle
L'épreuve de vitesse individuelle est la première des trois épreuves cyclistes disputées le 11 avril sur le Vélodrome de Néon Phaléron. Elle consiste à couvrir une distance de 2 km soit six tours de piste.
Quatre cyclistes participent à la course. L'Allemand Joseph Rosemeyer abandonne, sur problème mécanique.
| Rang | Cycliste               | Pays      | Temps        |
| ---- | ---------------------- | --------- | ------------ |
| 1    | Paul Masson            | France    | 4 min 58 s 2 |
| 2    | Stamátios Nikolópoulos | Grèce     | 5 min 00 s 2 |
| 3    | Léon Flameng           | France    | Inconnu      |
| –    | Joseph Rosemeyer       | Allemagne | Non terminé  |

### Contre-la-montre
L'épreuve contre-la-montre est la dernière des trois épreuves cyclistes organisées le 11 avril sur le Vélodrome de Néon Phaléron. Elle est disputée sur une distance d'un tiers de km.
Huit cyclistes participent à cette épreuve. Le Français Paul Masson remporte une troisième course dans la journée.
| Rang | Cycliste               | Pays            | Temps  |
| ---- | ---------------------- | --------------- | ------ |
| 1    | Paul Masson            | France          | 24 s 0 |
| 2    | Stamátios Nikolópoulos | Grèce           | 26 s 0 |
| 2    | Adolf Schmal           | Autriche        | 26 s 0 |
| 4    | Edward Battell         | Grande-Bretagne | 26 s 2 |
| 5    | Frank Keeping          | Grande-Bretagne | 27 s 0 |
| 5    | Theodor Leupold        | Allemagne       | 27 s 0 |
| 5    | Léon Flameng           | France          | 27 s 0 |
| 8    | Joseph Rosemeyer       | Allemagne       | 27 s 3 |

| Rang | Cycliste               | Pays     | Temps  |
| ---- | ---------------------- | -------- | ------ |
| 1    | Stamátios Nikolópoulos | Grèce    | 25 s 4 |
| 2    | Adolf Schmal           | Autriche | 26 s 6 |

### 10 km
L'épreuve de 10 km est la deuxième des trois épreuves cyclistes organisées le 11 avril sur le Vélodrome de Néon Phaléron. Elle consiste à couvrir 30 tours de piste, soit 10 km.
Six cyclistes participent à la course. Victime d'une chute avec son compatriote Aristídis Konstantinídis, le Grec Yeóryios Koléttis se retire de l'épreuve à cause des blessures subies dans cet accident.

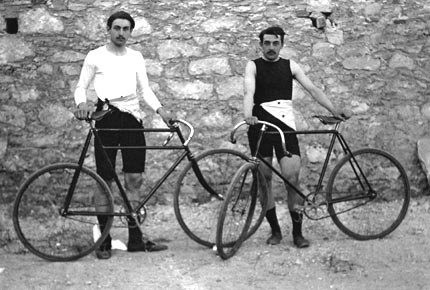
Les Français Léon Flameng et Paul Masson, auteurs d'un doublé sur l'épreuve de 10 km

| Rang | Cycliste                 | Pays      | Temps            |
| ---- | ------------------------ | --------- | ---------------- |
| 1    | Paul Masson              | France    | 17 min 54 s 2    |
| 2    | Léon Flameng             | France    | 17 min 54 s 2    |
| 3    | Adolf Schmal             | Autriche  | Inconnu          |
| 4    | Joseph Rosemeyer         | Allemagne | Inconnu          |
| 5    | Aristídis Konstantinídis | Grèce     | Inconnu          |
| –    | Yeóryios Koléttis        | Grèce     | Retrait au 7e km |

### 100 km
L'épreuve de 100 km est organisée le 8 avril sur le Vélodrome de Néon Phaléron. Elle consiste à couvrir 300 tours de piste, soit 100 km.
Principale épreuve organisée lors du 3e jour des Jeux olympiques, la course du 100 km s'est déroulée en présence du roi Georges Ier, du roi de Serbie, de l'ensemble de la famille royale, des membres du gouvernement et du corps diplomatique. 20 000 personnes ont assisté à la course, disputée sous un mauvais temps.
Dix-neuf cyclistes de six nationalités débutent la course dont neuf sont connus, seuls deux la finissent. Malgré une chute, le Français Léon Flameng gagne la course devant le Grec Yeóryios Koléttis qui termine avec 11 tours de retard (ou 14 selon les sources). Les 17 autres concurrents ont tous abandonné, le dernier au 60e kilomètre.
| Rang | Cycliste                 | Pays            | Temps             |
| ---- | ------------------------ | --------------- | ----------------- |
| 1    | Léon Flameng             | France          | 3 h 08 min 19 s 2 |
| 2    | Yeóryios Koléttis        | Grèce           | Inconnu           |
| –    | Bernhard Knubel          | Allemagne       | Retrait au 41e km |
| –    | Theodor Leupold          | Allemagne       | Retrait au 37e km |
| –    | Edward Battel            | Grande-Bretagne | Retrait au 17e km |
| –    | Aristídis Konstantinídis | Grèce           | Retrait au 16e km |
| –    | Joseph Rosemeyer         | Allemagne       | Non terminé       |
| –    | Adolf Schmal             | Autriche        | Non terminé       |
| –    | Joseph Welzenbacher      | Allemagne       | Non terminé       |

### 12 heures

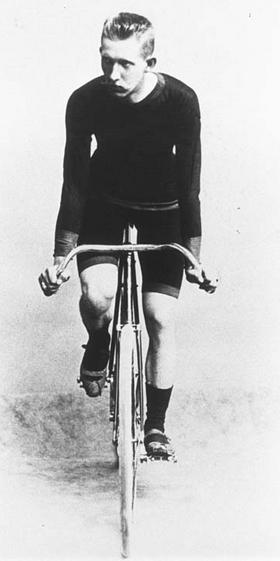
L'Autrichien Adolf Schmal vainqueur de l'épreuve de 12 heures

L'épreuve de 12 heures est organisée le 13 avril sur le Vélodrome de Néon Phaléron. Elle est l'ultime épreuve des Jeux olympiques.
Commencée à 5 heures du matin, elle s'achève à 17 heures. Sur les sept cyclistes engagés, quatre ont abandonné avant midi un cinquième s'étant retiré dans l'après-midi. L'Autrichien Adolf Schmal remporte la course en devançant le Britannique Frank Keeping d'un tour de piste.
| Rang | Cycliste                  | Pays            | Distance               |
| ---- | ------------------------- | --------------- | ---------------------- |
| 1    | Adolf Schmal              | Autriche        | 314,997 km             |
| 2    | Frank Keeping             | Grande-Bretagne | 314,664 km             |
| –    | Georgios Paraskevopoulos  | Grèce           | Non terminé            |
| –    | Loverdos                  | Grèce           | Retrait après 3 heures |
| –    | A. Tryfiatis-Tripiaris    | Grèce           | Retrait après 3 heures |
| –    | Joseph Welzenbacher       | Allemagne       | Retrait après 3 heures |
| –    | Konstantinos Konstantinou | Grèce           | Retrait après 3 heures |

## Sources
- (en + de) Rapport officiel des Jeux olympiques de 1896 sur le site de l'Amateur Athletic Foundation of Los Angeles.
- (en) Bill Mallon et Tur Widlund, The 1896 Olympic Games : Results for All Competitors in All Events, with Commentary, Jefferson, McFarland & Company, 2009, 168 p. (ISBN 978-0-7864-4065-8, lire en ligne).
- (en) Michael LLewellyn Smith, Olympics in Athens 1896. The Invention of the Modern Olympic Games, Profile Books, Londres, 2004.  (ISBN 1-8619-7342-X)
- (fr) Données sur les médaillés olympiques, site du Comité international olympique.